# Уодсворт Атенеум
Уодсворт Атенеум в Хартфорде, штат Коннектикут является старейшим государственным художественным музеем в Соединённых Штатах.
Уодсворт Атенеум был основан Даниэлем Уодсвортом и построен в 1842 году архитекторами Александром Джексоном Дэвисом и Итиелом Тауном. 31 июля 1844 года музей был открыт. Уодсворт передал музею в день открытия наряду с бюстами и скульптурами 78 картин.
Благодаря обширному наследию Элизабет Джарвис Кольт и Джона Пирпонта Моргана росло собрание музея. Следующей частью собрания стала коллекция Эллы Галлап Самнер и Мэри Кэтлин Самнер.
В 1967 году американский скульптор Тони Смит подарил музею свою коллекцию из семи картин американских художников абстрактного экспрессионизма, в том числе произведения Джексона Поллока, Клиффорда Стилла, Марка Ротко и Барнетта Ньюмана.